# 안전지대 II
| 전문가 평가          | 전문가 평가 |
| 평가 점수            | 평가 점수   |
| 출처                 | 점수        |
| -------------------- | ----------- |
| CD 저널              | 긍정적      |
| TOWER RECORDS ONLINE | 긍정적      |
| OKMusic              | 긍정적      |

《안전지대 II》(일본어: 安全地帯II 안젠치타이투[*])는 일본의 록 밴드 안전지대의 두 번째 스튜디오 음반이다. 1984년 5월 1일, 유니버셜 뮤직에서 발매되어 전작 《안전지대 I Remember to Remember》에서 1년 4개월 만에 발매된 작품으로 작사는 이노우에 요스이 및 마츠이 고로, 작곡은 전곡 모두 타마키 코지, 프로듀서는 호시 카츠, 카네코 쇼헤이가 담당하고 있다. 본작 이후 안전지대 악곡의 대부분의 작사는 마츠이가 주로 담당하게 되었다.
선행 싱글로서 발매되어 오리콘 차트 1위를 획득해 대히트가 된 〈와인 레드의 마음〉이나, 마찬가지로 선행 싱글로서 발매된 〈한밤을 지난 사랑〉을 수록하고 있는 것 외에 〈마스카레이드〉가, 후에 싱글 컷으로서 발매되었다.
녹음은 1983년 6월부터 1984년 3월까지 KRS 스튜디오 및 이즈 스튜디오에서 이루어졌다. 〈와인 레드의 마음〉의 대히트로 일약 각광받기 시작한 시기에 발매된 작품으로, 타마키의 가요쿄쿠와 마츠이의 도시 연애를 상기시키는 가사로 구성된 곡들이 많이 수록되어 있다.
오리콘에서는 최고위 2위를 기록했고, 또한 1984년도 연간으로는 19위를 획득했다.

## 배경
안전지대는 1982년 2월 25일에 싱글 〈연두색의 스냅〉으로 데뷔, 이후 두 번째 싱글 〈온 마이 웨이〉 (1982년), 세 번째 싱글 〈라스베이거스 타이푼〉 (1983년)을 발매해도 매상이 증가하지 않고, 세간의 인지도도 낮은 상태였다. 히트곡이 나오지 않는 것을 문제 삼은 프로듀서 호시 카츠로부터 작곡을 이노우에 요스이에게 의뢰하는 것을 타진받은 타마키는, 그 제안에 대해 "곡은 내가 직접 만들겠고, 그게 안된다면 밴드 그만두고 홋카이도로 돌아가겠습니다"라며 직접 작곡을 고집했다. 원래 두비 브라더스 같은 록 밴드를 지향하며 활동하던 이 밴드였지만 히트가 확실시되는 가요성 같은 느낌의 곡을 제작하기 위해 타마키는 일주일간 자택에 틀어박히게 됐다. 그 후 타마키는 〈와인 레드의 마음〉을 완성시켰고, 이 곡을 들은 기타리스트 야하기 와타루는 지금까지의 곡과는 전혀 달랐다고 화답했다.
자신작이었던 〈와인 레드의 마음〉이지만 1983년 11월 25일 발매 직후에는 매출이 늘지 않았고, B-사이드 곡이었던 〈We're alive〉가 동북지방에서 브리지스톤의 커머셜송으로 사용되면서 매출이 증가하기 시작했고, 후에 〈와인 레드의 마음〉 쪽에서도 화제가 되어 오리콘 차트에서 20위권 내에 랭크되게 되었다. 또 랭킹을 계기로 후지 TV 계열의 음악 프로그램 《밤의 히트 스튜디오》 (1968년~1985년)에 출연하면서 더욱 매상이 증가해 1984년 3월에 오리콘 차트 최고위 1위를 획득, 매상 매수는 71.4만장으로 대히트를 기록했다.

## 음악성
타마키 코지의 자서전본 《타마키 코지 행복해지기 위해서 태어났으니까》에서는, 마츠이에 의한 가사에 관해서 "그동안의 가요에서 중시되고 있던 구체적인 상황 설정이나 이야기성을, 깨끗하게 생략하고, 대신에, 가사 안에 그려져 있는 인물의 감정을 상징적인 말로 대담하게 클로즈 업 하는 것", "세부의 정중한 묘사보다, 인상에 남기 쉬운 강렬한 키워드를 요구하는 록의 필드에서도 귀중한 수법이었다", "도시적인 연애를 그리는 것에 의해서, 로맨틱한 멜로디를 능숙하게 인상지어 갔다"고 표기되어 있다. 또, 수록곡 〈마스카레이드〉에서의 〈거짓말쟁이 장미〉라는 가사에 관해서는 "연정과 상반된 행동을 취하는 불안정한 캐릭터를 심보라이즈 시키는 수법"이라고 표기하고 있다.

## 곡 목록
작사는 모두 특별한 언급이 없는 한 마츠이 고로가 맡았고, 작곡은 모두 타마키 코지가 맡았다.
| #  | 제목                                    | 작사            | 재생 시간 |
| -- | --------------------------------------- | --------------- | --------- |
| 1. | 〈와인 레드의 마음 (ワインレッドの心)〉 | 이노우에 요스이 | 4:08      |
| 2. | 〈한밤중이 지난 사랑 (真夜中すぎの恋)〉 | 이노우에 요스이 | 3:52      |
| 3. | 〈잠 못 이루는 이웃 (眠れない隣人)〉    |                 | 3:33      |
| 4. | 〈마스카레이드 (マスカレード)〉         |                 | 4:20      |
| 5. | 〈그대에게 (あなたに)〉                 |                 | 3:51      |

| #   | 제목                                 | 재생 시간 |
| --- | ------------------------------------ | --------- |
| 6.  | 〈…두 사람… (…ふたり…)〉             | 3:24      |
| 7.  | 〈한여름의 마리아 (真夏のマリア)〉   | 3:43      |
| 8.  | 〈매달린 하트 (つり下がったハート)〉 | 3:38      |
| 9.  | 〈댄서 (ダンサー)〉                  | 3:32      |
| 10. | 〈La-La-La〉                         | 4:12      |